# 卡特主義
卡特主義（英語：Carter Doctrine）是美國總統吉米·卡特於1980年1月23日的国情咨文中所提出的外交政策，其內容是美國將於有必要時對波斯灣用兵以保衛其國家利益。
這項政策是美國政府對1979年蘇聯入侵阿富汗的回應，美國希望藉此政策阻撓蘇聯在波斯灣地區的霸權。

以下文句由卡特總統的國家安全事務助理茲比格涅夫·布里辛斯基所寫，稍後也成為卡特總統的演說內容一部分：
我們的立場非常明確：任何企圖掌控波斯灣地區的外來勢力都會被視為對美國國家利益的嚴重威脅，而美國將會以任何必要的手段排除這種威脅，其中包括軍事行動。
布里辛斯基仿照杜魯門主義的措詞，並堅持將上述文句列入總統的演說中，以「向蘇聯傳達其不應插手波斯灣地區事務的明確立場」。
《石油世紀》（The Prize: The Epic Quest for Oil, Money, and Power）一書的作者丹尼爾·葉爾金（Daniel Yergin）表示卡特主義與1903年的英國政府宣言有著「高度的相似性」；時任英國外交及國協事務大臣的亨利·派提-費茲莫里斯爵士（Henry Petty-Fitzmaurice）警告德國與俄國「任何國家或勢力在波斯灣修建港口或碉堡的行為都會被英國視為對其利益的嚴重威脅，而我們將會以任何可用的手段反制這種威脅。」

## 背景

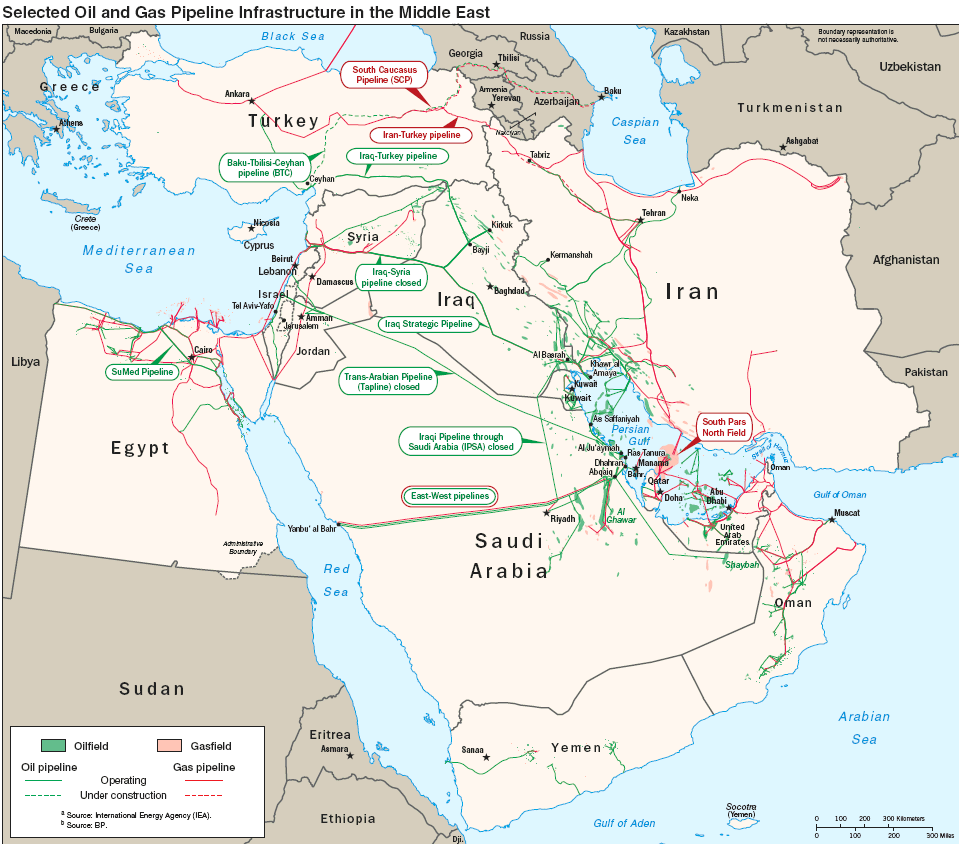
在波斯灣地區的石油與天然氣資源

美國於第二次世界大戰期間首次將波斯灣地區納為其國家利益。對現代軍隊來說，石油是最重要的資源之一，而當時作為世界上最大產油國的美國供應了盟軍大部分的石油需求。許多美國的戰略學家擔心戰爭將會嚴重消耗美國的石油儲備，因此他們認為與擁有豐富石油蘊藏量的沙烏地阿拉伯建立良好關係會是個好主意。1943年2月16日，美國總統富蘭克林·羅斯福說道：「沙烏地阿拉伯的國家安全對美國的國家安全非常重要」。
1945年2月14日，自雅爾達會議返國的途中，羅斯福前往位於蘇伊士運河的大苦湖拜會了沙烏地阿拉伯國王伊本·沙特；這也是美國總統首次訪問波斯灣地區。1990年的沙漠之盾行動中，美國國防部長迪克·錢尼聲稱該次會面是美國派兵保衛沙烏地阿拉伯邊界的正當理由之一。
直至冷戰時期，美國仍將波斯灣地區視為重要區域。冷戰期間由三位美國總統所提出的三項外交政策，分別為杜魯門主義、艾森豪主義與尼克森主義，都成為卡特主義的重要基石。杜魯門主義表明美國將會為那些受蘇聯共產主義勢力威脅的國家提供軍事援助；這項政策被卡特總統用來強化伊朗與沙烏地阿拉伯的防衛能力。1950年10月，時任總統的哈瑞·杜魯門寫信給伊本·沙特國王，表明：「美國有意願維護沙烏地阿拉伯的獨立性與領土完整性。您的王國將不會受到威脅；任何威脅都會是美國的首要事務」。
艾森豪主義則更直接地調遣美軍前往中東保衛受蘇聯共產勢力威脅的盟國。最後，尼克森主義則主張美國將為伊朗與沙烏地阿拉伯提供軍事援助，使兩國有能力維持該區域的和平與穩定。1979年，伊朗伊斯蘭革命與蘇聯入侵阿富汗等事件促使美國提出卡特主義以捍衛在該地區的利益。
1979年7月，卡特總統發表了《自信的危機》演說作為對第二次石油危機的回應；演說中卡特表示美國人應當減少能源用量，以協助減少美國對外國原油供給的依賴。近年來，諸如喬瑟夫·惠蘭（Joseph Wheelan）等學者更進一步主張若當時卡特的能源政策確有落實的話，可能可以避免當今美國許多因對外國石油的依賴所產生的經濟問題。

## 卡特主義的內容

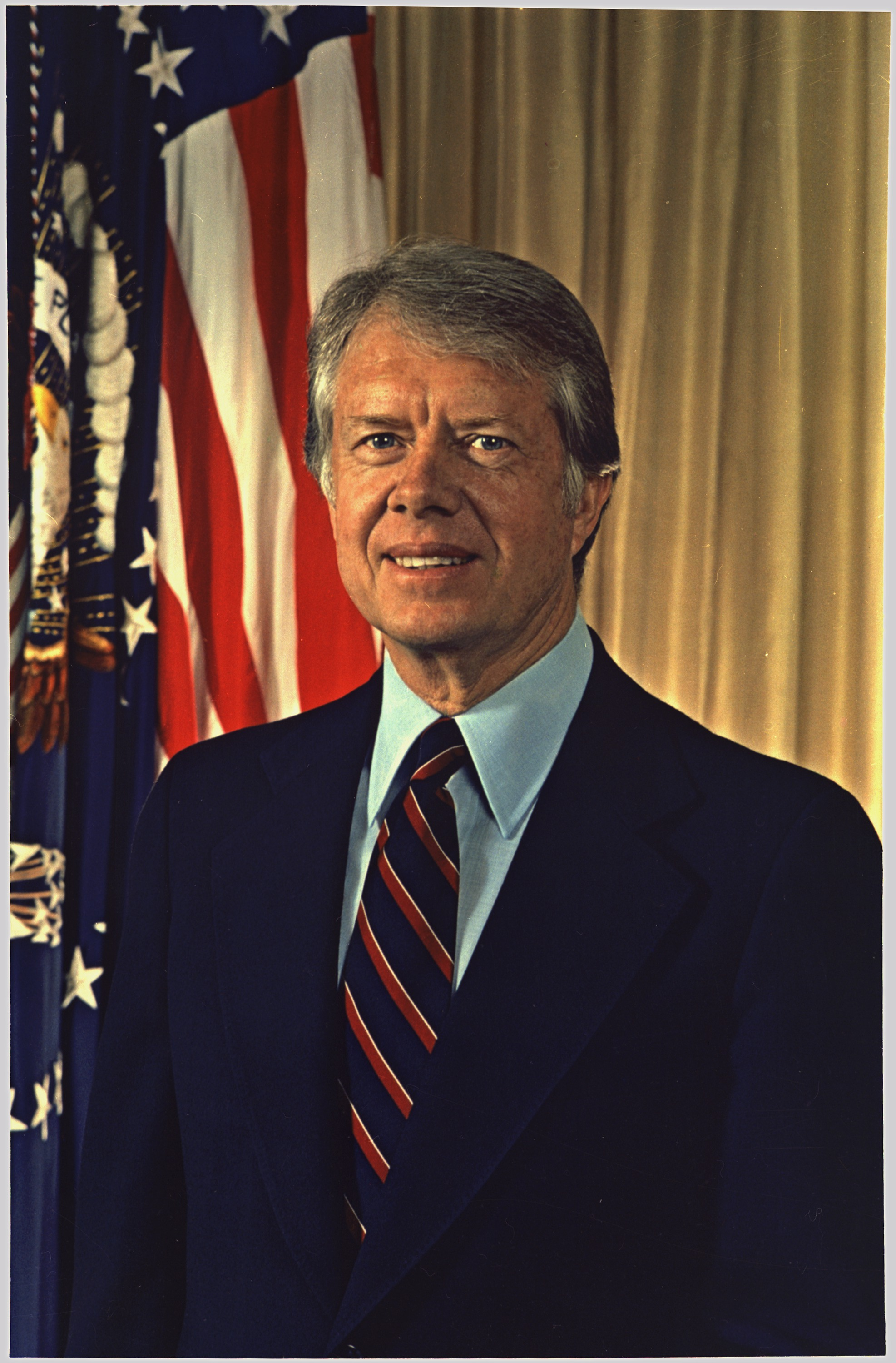
第39任美國總統吉米·卡特

卡特總統於1980年1月23日的國情咨文中，先是提到在阿富汗境內的蘇聯軍隊「對中東石油的自由運輸構成了莫大的威脅」，接著說道：
目前受阿富汗境內的蘇聯軍隊威脅的區域有著巨大的戰略重要性：該區域蘊藏了全球近三分之二的原油。蘇聯征服阿富汗的企圖已使蘇聯軍隊挺進至印度洋300英里的範圍內，且靠近世界上多數原油運輸均須通過的荷莫茲海峽。蘇聯現在正試圖鞏固其戰略地位，因此對中東石油的自由運輸構成了嚴重的威脅。
在這樣的情勢中必須謹慎思考，穩住陣腳，並當機立斷；不僅是現在應當如此，未來的許多年也應該這麼做。僅有共同的努力才能解決波斯灣與西南亞的新威脅。那些仰賴中東原油輸入的國家與為世界和平與穩定感到憂心的國家應當參與，一同解決問題；此外，我們也應該與那些受威脅的國家維持緊密的合作關係。
面對這項挑戰將需要國家的意志、外交與政治智慧、經濟上的犧牲，以及，相當然的，軍事的力量。我們必須任用我們之中最優秀的人來保障這個關鍵區域的安全。
我們的立場非常明確：任何企圖掌控波斯灣地區的外來勢力都會被視為對美國國家利益的嚴重威脅，而美國將會以任何必要的手段排除這種威脅，其中包括軍事行動。

## 實際運作
卡特政府著手建立快速佈署部隊（後來成為美國中央司令部）。組建期間，行政部門要求國會重啟兵役徵用系統註冊，並提案增加軍事預算，同時擴編美國佈署於波斯灣與印度洋的海上武力。:855:123
卡特的繼任者隆納·雷根於1981年10月沿用了該政策；雷根主張美國將會直接介入波斯灣地區以保護兩伊戰爭爆發後安全受到威脅的沙烏地阿拉伯。因此，卡特主義與雷根的主張最大的不同即是卡特警告外界勢力不要干預波斯灣地區，而雷根則著重於保障該區域的內部穩定性。美國外交官霍華·泰克（Howard Teicher）這麼說道：「隨著雷根主張的公布，沙漠風暴行動的政策基礎已經奠定」。

## 延伸閱讀
- Meiertöns, Heiko (2010): The Doctrines of US Security Policy - An Evaluation under International Law, Cambridge University Press, ISBN 978-0-521-76648-7.

## 外部連結

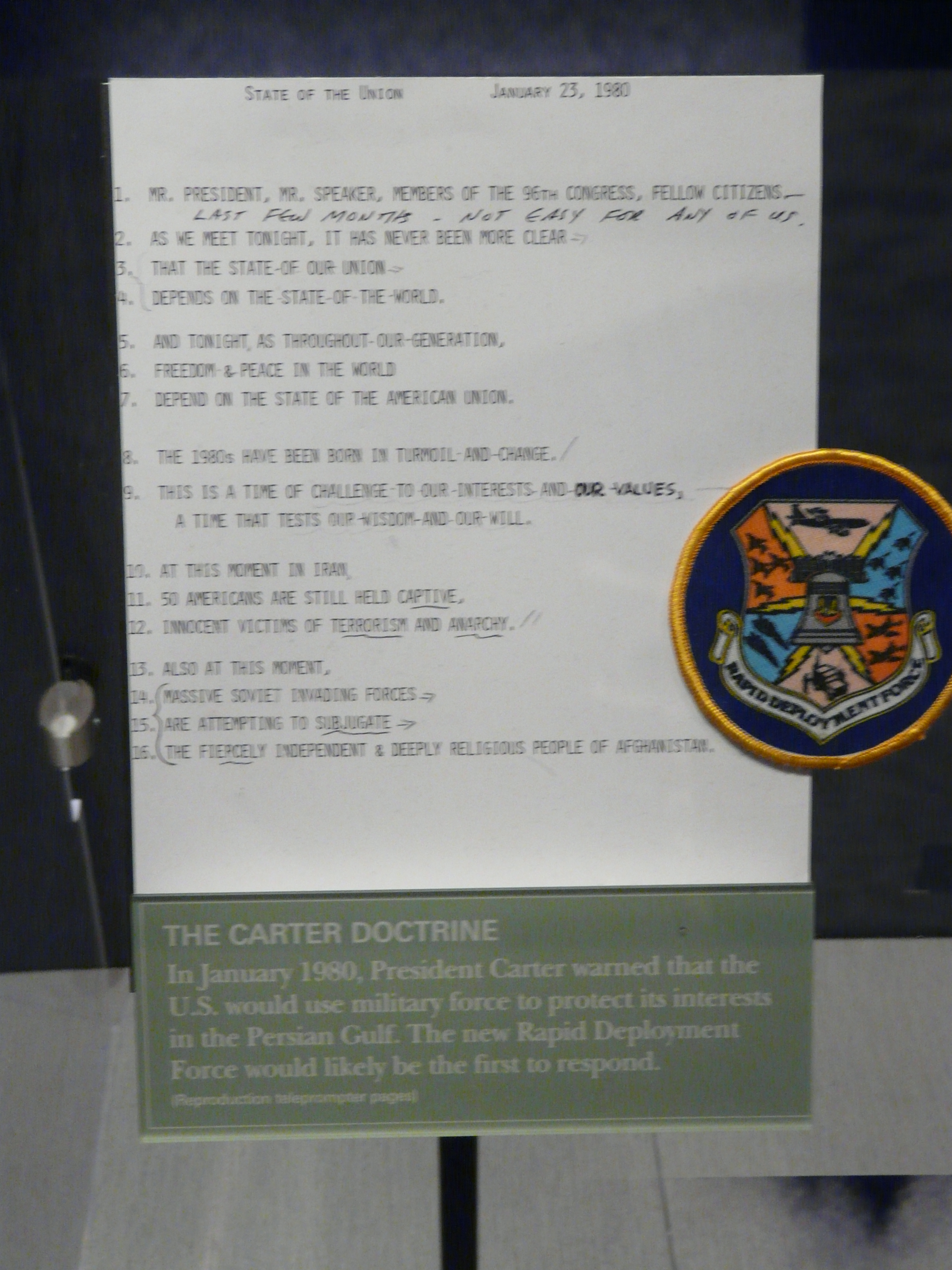
一份與卡特主義相關的文件

- National Security Directive-63 (PDF), a policy outline written by Brzezinski and signed by Carter, giving an overview of the goals of the Carter Doctrine.
- Carter Doctrine and the Gulf War from the Dean Peter Krogh Foreign Affairs Digital Archives
- 1980 State of the Union Address（页面存档备份，存于）, from the American Presidency Project.
- Department of the Navy—Naval Historical Center（页面存档备份，存于）
- Straits, Passages and Chokepoints, A Maritime Geostrategy byJean-Paul Rodriguez
- Carter Doctrine in Perspective, US Air Force’s College of Aerospace Doctrine, Research and Education (CADRE) at Maxwell Air Force Base
- Nuclear Strategy and the Modern Middle East
- Interview with Michael Klare, in which he cites the Carter Doctrine as one of the causes of the 2003 Iraq War.
- "President Roosevelt and King Abdulaziz - The Meeting at Great Bitter Lake"
- "Crisis of Confidence" Speech（页面存档备份，存于）, the speech delivered by then-President Jimmy Carter urging Americans to reduce their use of energy.
- "Ancient History": U.S. Conduct in the Middle East Since World War II and the Folly of Intervention. CATO Institute Policy Analysis no. 159